# Krzysztof Zagórski
Krzysztof Zagórski (ur. 4 lutego 1967 w Knurowie) – były polski piłkarz; po zakończeniu kariery zawodniczej zajął się pracą trenerską.
Grał w Piaście Leszczyny, Górniku Czerwionka, Górniku Knurów, Górnik Zabrze, Siarce Tarnobrzeg, FSV Zwickau, Odrze Wodzisław, BBTS Bielsko-Biała, Dyskobolii Grodzisk Wielkopolski, Concordii Knurów, Piaście Gliwice, Górniku Jastrzębie Zdrój oraz Wiśle Strumień. Od sezonu 2007/2008 asystent Jarosława Skrobacza w zespole Młodej Ekstraklasy Odry Wodzisław Śląski. Od sezonu 00/01 do 06/07 piłkarz Wisły Strumień.
W polskiej Ekstraklasie rozegrał 263 mecze (154 w Górniku Zabrze, 51 w Siarce Tarnobrzeg, 54 w Odrze Wodzisław Śląski i 4 w Dyskobolii Grodzisk Wielkopolski) i zdobył 41 bramki (22 w Górniku Zabrze, 12 w Odrze Wodzisław, 6 w Siarce i 1 w Dyskobolii).